# Nemesis (astronomia)

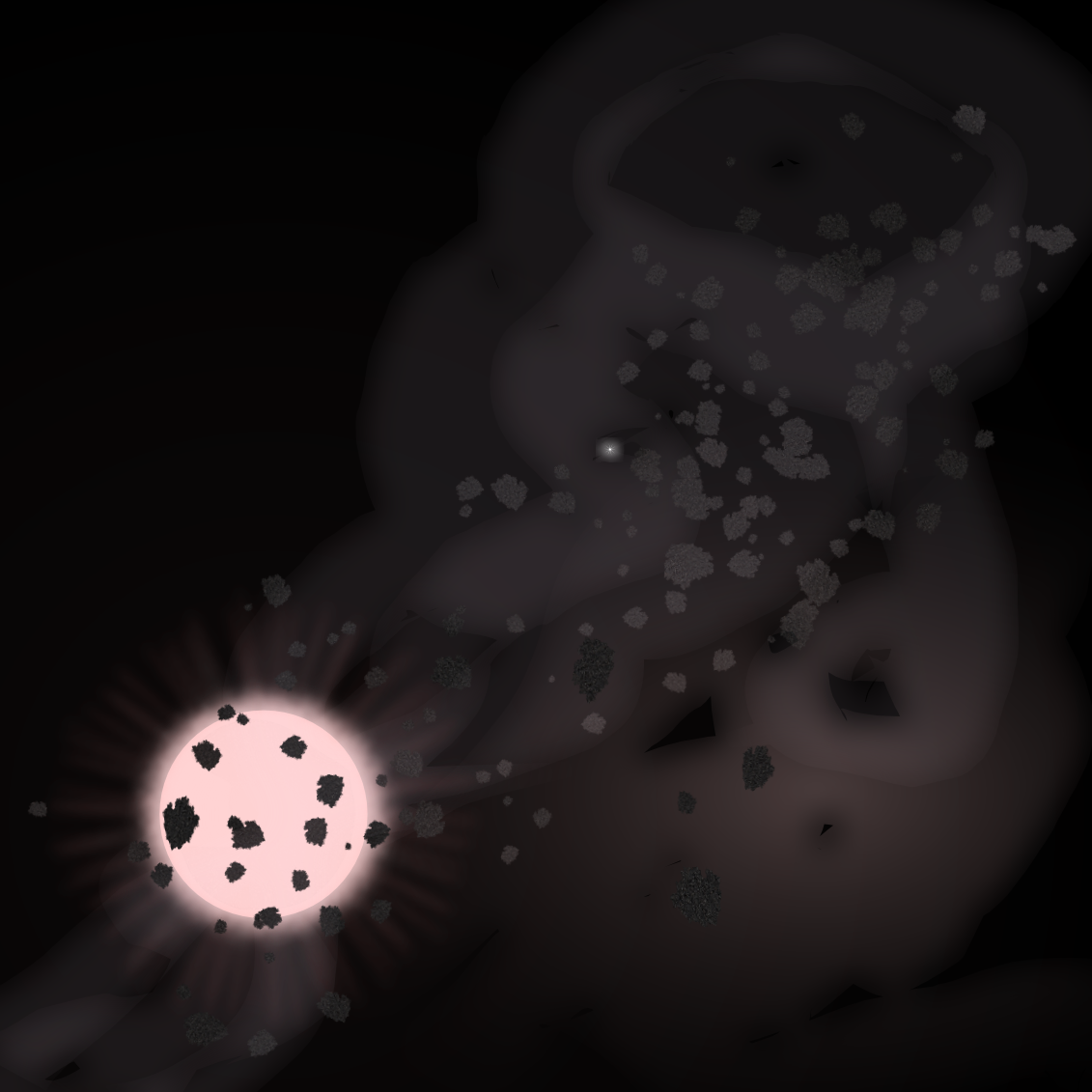
Rappresentazione artistica di Nemesis come una nana rossa vista nelle vicinanze di un campo di detriti con il Sole visibile al centro.

Nemesis è un oggetto astronomico ipotetico, più precisamente una stella nana rossa o nana bruna, in orbita intorno al Sole a una distanza da (circa) 50 000 a 100000 au, poco oltre la Nube di Oort. L'esistenza di questa stella è stata postulata in origine come una possibile spiegazione dei cicli di estinzioni di massa nella storia della Terra.

## Teoria sulla periodicità delle estinzioni di massa
Nel 1984 i paleontologi David Raup e Jack Sepkoski pubblicarono un articolo sostenendo di aver individuato una periodicità statistica nelle estinzioni di massa avvenute nel corso degli ultimi 250 milioni di anni, utilizzando diverse forme di analisi delle serie temporali. I due autori incentrarono l'estinzione sull'intensità di famiglie di fossili di vertebrati marini, invertebrati e protozoi, individuando 12 eventi di estinzione nel periodo di tempo preso in considerazione. L'intervallo di tempo medio fra gli eventi di estinzione era stimato sui 26 milioni di anni. A tutt'oggi, due degli eventi di estinzione individuati (Cretaceo-Terziario e Tardo Eocene) potrebbero essere messi in relazione a eventi di grande impatto. Sebbene Raup e Sepkoski non fossero riusciti a identificare le cause delle loro presunte periodicità, supposero che questi eventi potessero avere una connessione non-terrestre. La sfida di individuare un meccanismo di tipo non-terrestre è stata affrontata da diversi astronomi.

## Sviluppo dell'ipotesi di Nemesis
Due squadre di astronomi (Whitmire & Jackson e la squadra Davis, Hut e Muller) hanno pubblicato nel 1984, indipendentemente, ipotesi simili per spiegare le estinzioni di massa avanzate da Raup e Sepkoski nella rivista Nature. Una di queste ipotesi propone che il sole potrebbe avere una stella compagna non ancora definita, in un'orbita ellittica molto ampia, la quale, periodicamente, disturberebbe la Nube di Oort, causando un incremento del numero di comete in viaggio verso il centro del nostro Sistema solare con un conseguente incremento di eventuali impatti sulla Terra. Questa ipotetica stella prende il nome di Nemesis o, come fu prontamente ribattezzata dai media, Death Star ("Stella della morte", in inglese il nome della Morte Nera di Guerre stellari).
Ammessa l'esistenza di tale stella, l'esatta natura di Nemesis è ancora incerta. Richard A. Muller suggerisce che molto probabilmente l'oggetto sia una nana rossa con una magnitudine tra 7 e 12; mentre Daniel P. Whitmire e Albert A. Jackson sostengono che essa sia una nana bruna. Da precedenti studi sulle stelle di tipo solare, era emerso che l'84% di esse fa parte di un sistema binario. Muller, che all'epoca lavorava presso il telescopio dell'osservatorio Leuschner al Lawrence Berkeley National Laboratory, diede incarico di individuare Nemesis all'astrofisico Saul Perlmutter che nel 1986 terminò la tesi "Ricerca astronomica di una compagna stellare del Sole" senza poterne confermare l'esistenza.
L'ultimo grande evento di estinzione è stato (circa) 5 milioni di anni fa, così Muller stima la distanza di Nemesis da noi a circa 1,5 al identificando la posizione della stella nella porzione di cielo occupata dalla costellazione dell'Idra: idea basata su una supposta orbita, derivata dall'osservazione dei lunghi periodi atipici delle comete che descrivono un arco orbitale incontrando le specifiche delle ipotesi di Muller.

## La ricerca di Nemesis
Se Nemesis esistesse potrebbe essere rilevata da telescopi astronomici di nuova generazione e se fosse una nana bruna, come proposto dal Dr. Dan Whitmire e Albert A. Jackson IV, allora la missione WISE avrebbe dovuto trovarla facilmente. Tuttavia, nel rapporto definitivo della missione WISE del 2014, è stato annunciato che i dati del telescopio spaziale escludono corpi delle dimensioni di Saturno o superiore nella Nube di Oort fino alla distanza di 10.000 UA.

## Altre ipotesi
Matese e Whitman hanno suggerito che l'ipotetica estinzione periodica potrebbe essere causata dall'oscillazione del Sistema Solare attraverso il piano della Via Lattea. Queste oscillazioni possono condurre a disturbi gravitazionali nella nube di Oort con le stesse conseguenze proposte dalla possibile orbita di Nemesis. Comunque, il periodo di oscillazione non è ben osservabile e potrebbe differire dai 26 milioni di anni (necessari alla teoria) fino al 40% in più.

## Altre possibili conferme
Dal 2000 in poi sono stati osservati dei planetoidi (oltre l'orbita di Nettuno), come (148209) 2000 CR105, aventi un'orbita ellittica molto accentuata e un elevato valore del perielio tale da fare escludere l'influenza di Nettuno su questi planetoidi. In questi casi, in genere, si invoca la remota possibilità del passaggio di giganti gassosi o di stelle nell'estrema periferia del Sistema Solare (nel nostro caso potrebbe coincidere con Nemesis).

## Nemesis nella letteratura
Isaac Asimov scrisse nel 1989 un romanzo (chiamato Nemesis) che aveva come ambientazione un pianeta che ruotava intorno a questa ipotetica stella.